# Requisitos Funcionais para Dados de Autoridade
Os Requisitos Funcionais para Dados de Autoridade (FRAD), anteriormente denominados Requisitos Funcionais para Registros de Autoridade (FRAR), consistem em um modelo conceitual de relacionamento entre dados dos registros de autoridade desenvolvido pela Federação Internacional de Associações e Instituições de Bibliotecas (IFLA) para facilitar o compartilhamento destes dados entre diferentes instituições e contribuir com o processo de busca informacional pelos usuários dos catálogos de bibliotecas.

## Origens
O FRAD, sigla que advém do termo em inglês Functional Requirements for Authority Data, resulta de estudos desenvolvidos pelo Working Group on Functional Requirements and Numbering of Authority Records (FRANAR), criado em 1999 pela Division of Bibliographic Control e pelo Universal Bibliographic Control and International MARC Programme, ambos divisões da IFLA.
Em 2004 um primeiro esboço foi apresentado por Glenn Patton na 70ª Conferência Geral e Conselho da IFLA que ocorreu na cidade de Buenos Aires (Argentina). Em 2009 foi lançada a publicação oficial, que sofreu alterações em 2013.

## Dados de autoridade e Registro de autoridade
Os catálogos de bibliotecas, arquivos e museus dispõem de conjuntos de dados estruturados para descrever o conteúdo das informações gerenciadas. Os dados de autoridade consistem num conjunto de informações sobre uma pessoa, uma família, uma instituição ou obra que podem ser utilizados como ponto de acesso controlado em registros bibliográficos.
Os dados de autoridade subsidiam a construção dos registros de autoridade, os quais são utilizados para a recuperação de informações a partir das buscas realizadas pelos usuários nos catálogos das bibliotecas, arquivos ou museus. Um registro de autoridade contém o ponto de acesso autorizado para uma entidade, assim como pontos de acesso para outras formas do nome e suas relações com pontos de acesso autorizados. Além disso, o registro de autoridade também é composto por informações sobre regras utilizadas para determinar o ponto de acesso, sobre fontes consultadas e agência de catalogação responsável por estabelecer tal ponto de acesso.
Portanto, os dados de autoridade contribuem à criação de registros de autoridade, constituindo dimensões do controle de autoridade, uma prática necessária para que catalogadores estabeleçam e identifiquem pontos de acesso controlados em um catálogo e para que os seus usuários possam pesquisar por diferentes formas do nome de um autor ou obra e recuperar os registros bibliográficos.
Contudo, o FRAD extrapola tais dimensões, pois também foi elaborado visando o compartilhamento internacional de dados de autoridade entre diferentes instituições.

## FRAD
O FRAD é um modelo conceitual que foi desenvolvido para estruturar os dados de autoridade que servem tanto para o seu compartilhamento quanto como base ao controle de autoridade em nível internacional. Portanto, tem como foco os dados, independentemente de como são modelados.
Criado como extensão e expansão dos Requisitos Funcionais para Registros Bibliográficos (FRBR), o FRAD, com ênfase nos dados de autoridade, inclui algumas das entidades propostas no FRBR e traz outras. Além de entidades, o FRAD apresenta e define atributos, relacionamentos e tarefas dos usuários. Em grande parte, tais entidades derivam do FRBR, mas também foram delineadas a partir das Guidelines for Authority Records and References (GARR). A definição das entidades expressão, manifestação, item, conceito, objeto, evento e lugar foram mantidas conforme estavam no FRBR; já outras tiveram suas definições atualizadas. São elas:
- Obra: criação intelectual ou artística; conteúdo intelectual ou artístico;[1][2]
- Pessoa: indivíduo, persona ou identidade estabelecida ou, ainda, adotada por um indivíduo ou grupo;[1][2]
- Instituição: organização ou grupo de pessoas e/ou organizações identificadas a partir de um nome específico, agindo como uma unidade.[2]

Além disso, foram criadas as entidades:
- Agência: instituição responsável por criar ou modificar um ponto de acesso controlado; responsável por aplicar e interpretar as regras que cria ou utiliza e também por criar e manter identificadores em seu domínio de atuação;[1][2]
- Família: duas ou mais pessoas com vínculos seja por nascimento, casamento, adoção, união civil (ou situação similar) e, também, aqueles que se apresentam como uma família;[1][2]
- Identificador: número, código, palavra, frase, logotipo etc. associado a uma entidade. O identificador é empregado para diferenciar uma entidade de outras dentro do domínio em que é atribuído; pode consistir de uma sequência de identificadores e um prefixo e/ou sufixo;[1][2]
- Nome: personagem, palavra, grupo de palavras ou caracteres pelos quais uma entidade é reconhecida;[1][2]
- Ponto de acesso controlado: nome, termo, código etc. a partir do qual um registro bibliográfico, um registro de autoridade ou uma referência será encontrado;[1][2]
- Regras: conjunto de instruções para formular e/ou registrar pontos de acesso controlado (formas autorizadas, formas variantes ou referências etc.).[1][2]

Já as tarefas dos usuários (que incluem tanto as tarefas exercidas por aqueles que utilizam os catálogos das bibliotecas como pelos catalogadores) são divididas e conceituadas no FRAD, conforme apresentado a seguir:
- Encontrar: encontrar uma entidade ou um conjunto de entidades empregando, como critérios de pesquisa, um dos seus atributos, diferentes combinações de atributos ou, ainda, relacionamentos da referida entidade;[1][2]
- Identificar: identificar uma entidade. Ou seja, confirmar que a entidade recuperada a partir da busca correspondente àquela desejada, distinguir entre duas ou mais entidades com características semelhantes e, também, validar a forma do nome a ser usado como um ponto de acesso controlado;[1][2]
- Contextualizar: localizar uma pessoa, instituição, obra, etc. em seu contexto; esclarecer o relacionamento entre duas ou mais pessoas, instituições, obras etc.; e um nome pelo qual essa pessoa, instituição etc. é conhecida (por exemplo, um nome usado em religião e um nome secular);
- Justificar: documentar motivações do criador dos dados para a escolha de um nome ou da forma do nome no qual um ponto de acesso controlado se baseia.[1][2]